# The Pirate Bay
The Pirate Bay (Piratski zaliv) je spletni katalog digitalnih vsebin zabavnih medijev in programske opreme.. The Pirate Bay, ki ga je leta 2003 ustanovilo švedsko podjetje Piratbyrån, obiskovalcem omogoča iskanje, prenos in prispevanje magnetnih povezav in hudourniških datotek, kar olajša skupno rabo datotek med uporabniki protokola BitTorrent.

Piratski zaliv je sprožil polemike in razprave o pravnih vidikih izmenjave datotek, avtorskih pravic in državljanskih svoboščin ter postal platforma za politične pobude proti uveljavljenim zakonom o intelektualni lastnini in osrednja tema gibanja proti avtorskim pravicam.Spletno mesto se je soočilo z več zaustavitvami in zasegi domen ter prešlo na vrsto novih spletnih naslovov, da bi še naprej delovalo.Aprila 2009 so bili ustanovitelji spletnega mesta (Peter Sunde, Fredrik Neij in Gottfrid Svartholm) na Švedskem sodišču za pomoč pri kršenju avtorskih pravic razglašeni za krive  in obsojeni na eno leto zapora in plačilo globe. V nekaterih državah je bilo ponudnikom internetnih storitev naročeno, da blokirajo dostop do spletnega mesta. Kasneje pa so pooblaščena spletna mesta vseeno omogočala dostop do le tega. Ustanovitelji Svartholm, Neij in Sunde so bili leta 2015 izpuščeni po tem, ko so  odslužili skrajšane kazni.

## Zgodovina
Pirate Bay je septembra 2003 ustanovila švedska organizacija za zaščito avtorskih pravic Piratbyrån (The Piracy Bureau); kot samostojna organizacija stoji od oktobra 2004. The Pirate Bay sta prva vodila Gottfrid Svartholm in Fredrik Neij, ki sta znana po svojih vzdevkih "anakata" oziroma "TiAMO". Oba sta obtožena, pomoči Ameriškem filmskem združenju pri zagotavljanju avtorsko zaščitene vsebine. 31. maja 2006 je švedska policija zasegla strežnike spletnega mesta v Stockholmu, kar je privedlo do treh dni zastoja Pirate Bay trdi, da je neprofitna organizacija s sedežem na Sejšelih;; kar je sporno.
The Pirate Bay je bil vpleten v številne tožbe, v vlogi  tako kot tožnika kot toženca. 17. aprila 2009 so bili Peter Sunde, Fredrik Neij, Gottfrid Svartholm in Carl Lundström spoznani za krive zaradi pomoči pri kršitvi avtorskih pravic in obsojeni na eno leto zapora in plačilo globe v višini 30 milijonov SEK (približno 4,2 milijona USD, 2,8 milijona GBP ali 3,1 milijona EUR) po devetdnevnem sojenju. Obtoženi so se na sodbo pritožili in sodnika obtožili popuščanja pod političnim pritiskom.  26. novembra 2010 je švedsko pritožbeno sodišče potrdilo sodbo, znižalo prvotne zaporne kazni, a globo povečalo na 46 milijonov SEK. 17. maja 2010 je bilo spletno mesto zaradi odredbe zoper njihovega ponudnika izključeno iz spleta. Dostop do spletnega mesta je bil kasneje obnovljen s sporočilom, ki se na njihovi prvi strani norčuje iz odredbe. 23. junija 2010 se je skupina Piratbyrån razpustila zaradi smrti Ibija Kopimija Botanija, vidnega člana in soustanovitelja skupine.

Pirate Bay je nekaj let gostilo švedsko podjetje PRQ, ki je v lasti ustvarjalcev TPB Gottfrida Svartholma in Fredrika Neija. PRQ naj bi svojim strankam zagotavljal "zelo varne storitve gostovanja brez vprašanj".  Od maja 2011 so Serious Tubes Networks začeli zagotavljati omrežno povezljivost z The Pirate Bay.  23. januarja 2012 je The Pirate Bay dodal novo kategorijo Fizična sredstva. To so 3D datoteke, ki so opisane kot "podatkovni predmeti, ki lahko (in izvedljivo) postanejo fizični" s pomočjo 3D tiskalnika. Maja 2012 je družba v okviru Googlovega novoustanovljenega "Poročila o preglednosti" poročala o več kot 6.000 formalnih zahtevah za odstranitev povezav Pirate Bay iz indeksa Iskanja Google; te zahteve so zajemale več kot 80.500 URL-jev, pri čemer je imelo največ zahtev pet imetnikov avtorskih pravic: Froytal Services LLC, Bang Bros, Takedown Piracy LLC, Amateur Teen Kingdom in International Federation of the Phonographic Industry (IFPI). 10. avgusta 2013 je The Pirate Bay objavil izdajo brezplačnega spletnega brskalnika PirateBrowser, ki se uporablja za izogibanje internetni cenzuri. Spletno mesto je bilo najbolj obiskan hudourniški imenik na svetovnem spletu od leta 2003 do novembra 2014, ko je imel KickassTorrents več obiskovalcev glede na Alexa. 8. decembra 2014 je Google iz trgovine z aplikacijami odstranil večino aplikacij Google Play, ki imajo v naslovu napis »The Pirate Bay«

9. decembra 2014 je švedska policija napadla Pirate Bay in zasegla strežnike, računalnike in drugo opremo. Poleg foruma The Pirate Bay Suprbay.org je bilo zaprtih tudi več drugih strani, povezanih s hudourniki, vključno z EZTV, Zoink, Torrage in sledilnikom Istole. Drugi dan po napadu naj bi EZTV prikazoval "znake življenja" z nalaganji na ExtraTorrent in KickassTorrents ter podpiral pooblaščene strani, kot je eztv-proxy.net, prek naslovov IP glavnega spletnega mesta. V naslednjih nekaj dneh je bilo izdanih več kopij The Pirate Bay, predvsem oldpiratebay.org, ki ga je ustvaril isoHunt. 

19. maja 2015 je bilo na podlagi razsodbe švedskega sodišča odrejeno zaseg domene .se The Pirate Bay. Spletno mesto se je odzvalo tako, da je na njegovo mesto dodalo šest novih domen. Pritožba na sodbo je sledila 26. maja 2015. 12. maja 2016 je bila pritožba zavrnjena in sodišče je odločilo, da se domene predajo švedski državi. Spletno mesto se je maja 2016 vrnilo k uporabi prvotne domene .org.  Avgusta 2016 je ameriška vlada zaprla KickassTorrents, zaradi česar je The Pirate Bay ponovno postal najbolj obiskano spletno mesto BitTorrent.